# Brethren World Assembly
Brethren World Assembly (BWA) är en gemenskap av kristna kyrkor med rötter i den väckelse som uppstod kring den tyske predikanten Alexander Mack (1679–1735). Han hade själv kommit till tro inom den pietistiska rörelsen i 1600-talets Tyskland. Genom bibelstudier och influenser från mennoniter och holländska kollegianter började man praktisera troendedop genom nedsänkning. 

## Historia
Det första dopet ägde rum 1708 i floden Eder och de åtta nydöpta bildade en församling i orten Schwarzenau.
Rörelsen har därför bland annat varit känd under namnet Schwarzenau-bröderna. I Tyskland kallades de ofta även för Neue Täufer (nya döpare), för att skilja dem från äldre anabaptistgrupper. 
De följande åren reste Mack flitigt runt, undervisade, döpte och grundade församlingar på flera håll i Tyskland. Men religionsförföljelser drabbade dem och 1719 emigrerade en stor grupp under ledning av Peter Becker till Germantown, Pennsylvania, där de bildade den första amerikanska församlingen på juldagen 1723.
1729 flyttade även Alexander Mack och ett hundratal av hans anhängare till Pennsylvania, efter att ha levt några år i exil i Nederländerna. Efter att Becker och Mack emigrerat så dog församlingarna i Europa ut. De kvarvarande medlemmarna anslöt sig ofta till mennoniterna eller andra församlingar. 

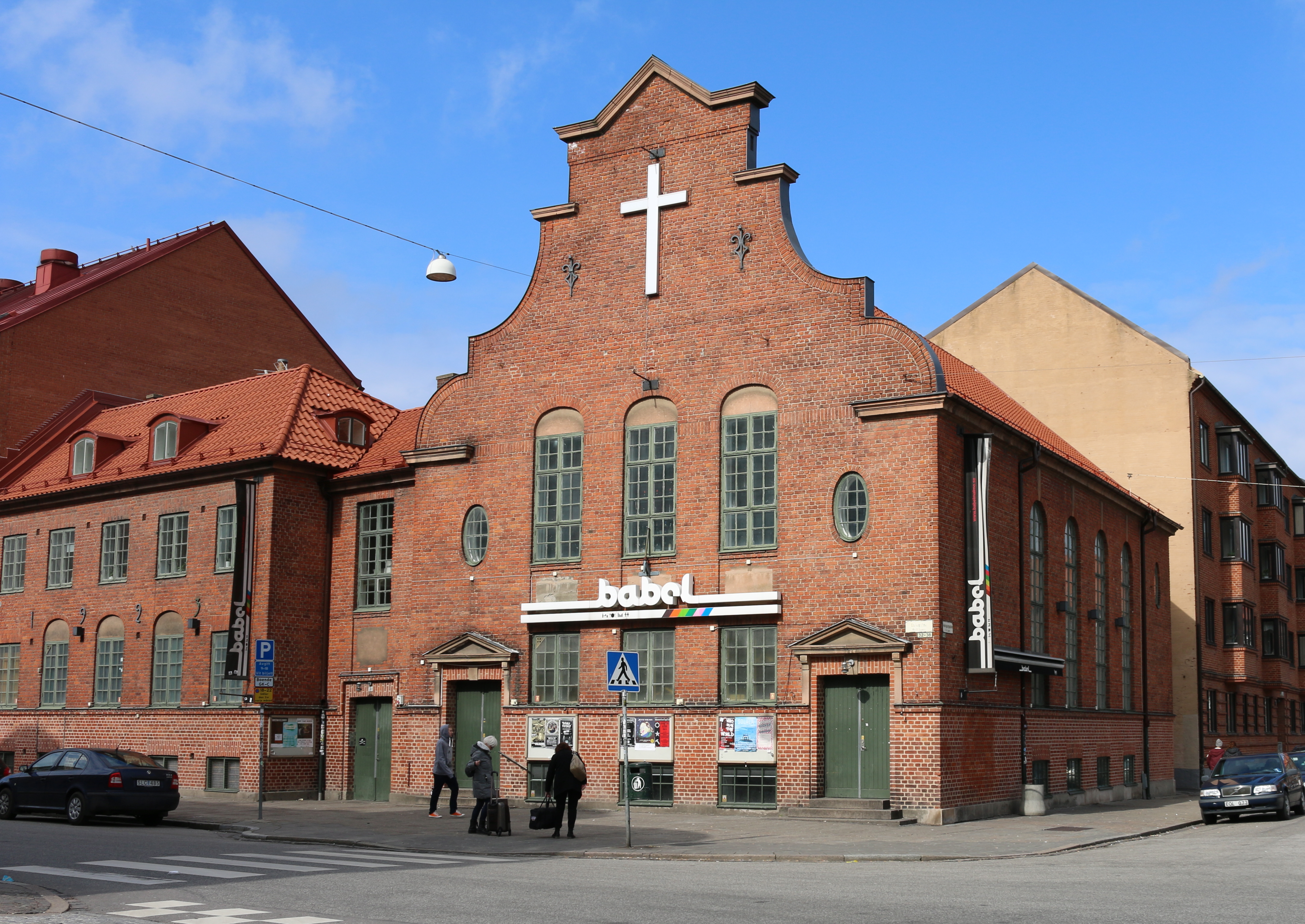
Den tidigare Brödrakyrkan i Malmö (Betesda).

Efter att Mack anlänt till Pennsylvania så växte rörelsen där snabbt. De nya församlingarna tog till sig de tyska brödernas förkunnelse och praxis. Dit hör troendedop genom trefaldig framstupa nedsänkning, i Faderns, Sonens och den Helige Andes namn samt kärleksmåltider med fottvagning, gemensam måltid och nattvard. Andra kännetecken var att man hälsade varandra med en helig kyss, användandet av de sjukas smörjelse, vapenvägran och vägran till edgång.

### Brödraförsamlingen i Skandinavien
Schwarzenau Brethren var även verksamma i Sverige och Danmark under namnet Brödraförsamlingen. De skandinaviska bröderna gick tillbaka till den danske missionären Christian Hope, som konverterade till bröderna i Amerika i 1870. I 1923 byggdes en kyrkobyggnad i Malmö (Betesda). Kyrkan säljs senare till Frälsningsarmén.

## Sabbatsfirare
1728 bröt pastor Conrad Beissel med bröderna sedan han bland annat anammat läran om att fira sabbat på lördag.
1732 grundade han en kommunitet, Ephrata i nuvarande Lancaster County, Pennsylvania. 

### Seventh Day German Baptist Church
1814 blev man ett registrerat trossamfund, under namnet Seventh Day German Baptist Church (SDGBC). 

### Church of God
En grupp kallad Church of God bröt sig 1848 ur SDGBC och fortlevde till 1962.

## German Baptist Brethren
Huvudfåran inom brödrarörelsen fortsatte efter Macks död att expandera. Man spred sig till en början främst västerut från de första församlingarna i Pennsylvania. 1782 förbjöd man sina medlemmar att äga slavar. 1836 antog man officiellt namnet Fraternity of German Baptists (FGB). Amerikanerna hade annars ofta kallat bröderna för Dunkers, Dunkards eller Tunkers, efter det tyska ordet för att doppa eller nedsänka, tunken. FGB bytte 1871 namn till German Baptist Brethren (GBB).

### Church of the Brethren
Nästa namnbyte ägde rum 1908. Då bytte GBB namn till Church of the Brethren (COB). 
COB är den största av alla tyska brödrakyrkor med över 1000 församlingar i USA och Puerto Rico och 120 000 medlemmar.
COB var med om att bilda Kyrkornas världsråd 1948 och National Council of the Churches of Christ in the USA (NCC) 1950.

### Dunkard Brethren
I början av 1920-talet startade  B. E. Kesler i Missouri tidningen The Bible Monitor i vilken han reste kritik mot påstådd liberalisering inom COB. 1923 nekades Kesler därför tillträde till COB:s årskonferens.  
1926 lämnade Kesler och hans anhängare COB och bildade Dunkard Brethren Church (DBC).
Denna kyrka har idag 25 församlingar i USA med omkring 900 medlemmar. DBC använder inte musikinstrument i sina gudstjänster.
Man bedriver mission i Kenya och bland navajoindianer i New Mexico.

## Konservativa
1881 splittrades GBB. En grupp konservativa församlingar protesterade mot nymodigheter som väckelsemöten, söndagsskolor och yttre mission. 

### Old German Baptist Brethren
Man värnade istället om kyrkotukt och bevarandet av den ursprungliga praxisen rörande årsmötenas auktoritet, sakramentsförvaltning, liturgi samt klädkod och organiserade sig som Old German Baptist Brethren (OGBB).
I slutet av 2008 hade OGBB 56 församlingar med 6 149 medlemmar. Året därpå bildade utbrytare Old German Baptist Brethren, New Conference varför medlemstalet sjönk till omkring 3600 medlemmar. Drygt hälften av dessa bor i Ohio och Indiana.
OGBB samlas årligen till konferens under pingsthelgen. Man utger en månatlig tidskrift, The Vindicator.

### Old Brethren
Så småningom kom även OGBB att lägga mindre vikt vid traditionalism vilket ledde till flera utbrytningar.
De första kom 1913 i Carroll County, Indiana och 1915 i Stanislaus County, Kalifornien. 
Dessa församlingar organiserade sig i Old Brethren (OB) som vid millennieskiftet hade fem församlingar med sammanlagt 250 medlemmar. 
De flesta av dessa bor i Salida, Kalifornien och i Wakarusa i Elkhart County, Indiana.

### Old Order German Baptist Brethren
1921 kom nästa avhopp från OGBB i protest mot att medlemmar där börjat använda bilar. År 2000 hade Old Order German Baptist Brethren (OOGBB) tre församlingar i Ohio med sammanlagt 125 medlemmar.

### Old Brethren German Baptists
Det tredje avhoppet från OGBB ägde rum 1939. Old Brethren German Baptists (OBGB) är den mest konservativa brödrakyrkan. Man använder inga motorfordon, el eller telefon. Man har heller inte rätt att teckna försäkringar eller uppbära pension. 2012 hade man omkring 130 medlemmar i fyra församlingar. Den största av dem ligger i Trenton i Grundy County, Missouri.

### Old German Baptist Brethren, New Conference
2009 höll OGBB en årskonferens nära Waterford, Kalifornien i vilken man antog en rapport som slog fast att samfundets lära i alla delar stod i överensstämmelse med Nya Testamentet och hade växt fram under den Helige Andes ledning och att alla medlemmar förväntades acceptera detta. Ombud åkte sedan runt i landet och avkrävde lojalitetsförklaringar av medlemmarna. De som vägrade skriva under på rapporten uteslöts ur kyrkan. En del av de uteslutna gick med i OB eller andra brödrakyrkor, åter andra anslöt sig till andra trossamfund men majoriteten bildade en ny kyrka; Old German Baptist Brethren, New Conference där medlemmarna bland annat tillåts använda sådana nymodigheter som datorer och e-post.

## Progressiva
1882 uteslöts Henry Holsinger ur GBB sedan han som redaktör för tidskriften The Progressive Christian förordat en modernisering av rörelsen, med väckelsemöten, söndagsskolor och yttre mission. Han ansåg också att man skulle lägga mindre vikt vid klädedräkt och årskonferensernas överhöghet. 

### The Brethren Church
Holsinger och hans anhängare samlades 1883 i Dayton, Ohio och bildade The Brethren Church, med omkring 6000 medlemmar. Deras tidskrift The Progressive Christian bytte namn till The Brethren Evangelist och kommer fortfarande ut under det namnet varannan månad. Ashland College (nuvarande Ashland University), som grundats 1878, kom också att tillfalla den nybildade kyrkan.
1921 antog kyrkans årskonferens "The Message of the Brethren Ministry" en uppgörelse med klassisk liberalteologi, författad av J. Allen Miller och Alva J. McClain. Detta beslut fick många liberalt sinnade att lämna kyrkan och ansluta sig till andra trossamfund.

### Grace Brethren
1937 fick ovannämnde McClain och en av hans kollegor sparken från skolan i Ashland, sedan de kritiserat dess utveckling i sekulär riktning. De grundade istället en egen skola,  Grace Theological Seminary och 1939 ett nytt trossamfund: National Fellowship of Brethren Churches. 1969 antog man tolv trosartiklar i vilka man bland slog fast att en pånyttfödd kristen inte kan "falla ur nåden", det vill säga "en gång frälst är alltid frälst" och räddad för evigheten.
1987 bytte man namn till Fellowship of Grace Brethren Churches  (FGBC). FGBC har sitt högkvarter och sina årskonferenser i Winona Lake, Indiana. Man har över 250 församlingar med 30 000 medlemmar i USA och Kanada. Genom missionsverksamhet har över 1100 församlingar bildats utanför Nordamerika. Grace Brethren-kyrkorna runt om i världen har ett samlat medlemstal på omkring 600 000 personer.

### Conservative Grace Brethren
I januari 1990 fick den kände kreationisten John C. Whitcomb sparken från Grace Theological Seminary.
1992 var han med om att bilda Conservative Grace Brethren Churches, International (CGBCI). En av de teologiska stridsfrågorna var huruvida medlemskap kunde beviljas personer som inte döpts genom trefaldig nedsänkning.
CGBCI har idag ett 40-tal församlingar  i USA och missionärer i Brasilien, Kamerun, Tyskland och Indien.

### Brethren Reformed Church
2007 fick en CGBCI-pastor i Mansfield, Ohio sparken. Flera församlingar följde honom och bildade (tillsammans med utbrytare från FGBC) Brethren Reformed Church (BRC).

## BWA
1992 gick sex brödrakyrkor (Church of the Brethren, The Brethren Church, Dunkard Brethren Church, Fellowship of Grace Brethren Churches, Old German Baptist Brethren och Conservative Grace Brethren Churches, International) ihop och bildade det ekumeniska rådet Brethren World Assembly med sammanlagt 600 000 medlemmar runt om i världen.
Världskongresser har hållits
- 1992 på Elizabethtown College i Lancaster County, Pennsylvania i samband med 250-årsminnet av det första kända årliga brödramötet i USA.[5]
- 1998 på Bridgewater College i Rockingham County, Virginia
- 2003 på Grace College i Winona Lake, Kosciusko County, Indiana
- 2008 i Schwarzenau, Bad Berleburg, Tyskland till 300-årsminnet av dopet i Eder.
- 2013 på Brethren Heritage Center i Brookville, Montgomery County, Ohio[6]